# Hydroptila arctia
Hydroptila arctia är en nattsländeart som beskrevs av Ross 1938. Hydroptila arctia ingår i släktet Hydroptila och familjen smånattsländor. Inga underarter finns listade i Catalogue of Life.